# Hamma robustum
Hamma robustum är en insektsart som beskrevs av Capener 1971. Hamma robustum ingår i släktet Hamma och familjen hornstritar. Inga underarter finns listade i Catalogue of Life.